# Túrin
Túrin (známý jako Turambar, „pán sudby“) je jedna z nejtragičtějších postav z Tolkienovy fiktivní mytologie ze světa Středozemě, jeden z Edain, velký válečník, který zahubil prvního draka Glaurunga. Takřka po celý život se neúspěšně snažil uniknout kletbě, kterou na jeho otce Húrina Thaliona a celý jeho rod uvalil Temný pán Morgoth.
Túrinův příběh je stručně popsán v Silmarillionu (1977), fragmenty rozsáhlého pojetí, které Tolkien zamýšlel, jsou představeny v Nedokončených příbězích Númenoru a Středozemě (1980) a v The History of Middle-earth (1983–1996), které Tolkienův syn Christopher později uvedl do ucelené podoby v knize Húrinovy děti (2007).

## Život

### Túrinovo dětství
Túrinovým otcem byl Húrin a ten se se svým bratrem Huorem v mládí dostal do Skrytého království Turgonova, Gondolinu, pod slibem mlčení jim však bylo dovoleno jej opustit. Huor se oženil s Rían, sestřenicí Túrinovy matky Morwen Eledhwen; obě pocházely z Bëorova domu, z Dorthonionu a byly příbuzné Berena Jednorukého. Temný pán toužil zjistit polohu Gondolinu, a proto velmi usiloval o to, aby alespoň jednoho z bratrů zajal živého.
Túrin měl sestru Urwen, kterou velmi miloval. Byla podobná svému otci a všichni jí říkali Lalaith, což znamená smích. Zemřela však, když jí byly tři roky, na mor Temného pána – pro Húrina se tak stal Morgoth jeho osobním nepřítelem. Tehdy bylo Túrinovi pět let.
Když mu bylo osm let, šel jeho otec s noldorským králem Fingonem do páté bitvy z Beleriandských válek, Nirnaeth Arnoediad, bitvy Nespočetných slz. V této válce však elfové a lidé prohráli, částečně kvůli zradě ve vlastních řadách. Huor a Húrin kryli Turgonův ústup u bažiny Serech; král unikl, ale Huor byl zabit a Húrin zajat. Morgoth se od něj snažil zjistit polohu Gondolinu, ale když ani mučením nedostal žádnou odpověď, Húrina proklel a proklel i jeho ženu a děti; posadil jej na vrcholek hory a nechal jej, ať se dívá na zkázu všeho, co miluje. Jeho vidění však bylo pokřiveno Morgothovou zlobou.
Po Nirnaeth přišli do Túrinovy domoviny, do Dor-lóminu, Východňané, kteří krutě utlačovali zdejší obyvatelstvo. Morwen se báli, neboť věřili, že je čarodějnice, a tak se neodvažovali na ni vztáhnout ruce. Přesto žila v bídě a přitom čekala narození dalšího Húrinova dítěte. Nakonec poslala Túrina v obavě o jeho život pryč – neboť byl právoplatným pánem Dor-lóminu. Šel do království Doriath, kde vládl král Thingol a královna Melian, jejichž dcera Lúthien se provdala za smrtelníka Berena. Na konci roku po Túrinově odchodu porodila dceru a dala jí jméno Nienor, truchlení.

### Túrin v Doriathu
Túrin po dlouhém putování dorazil se svými průvodci do Skrytého království, kde se setkal s Belegem Lučištníkem (také jinak Cúthalionem), který jej dovedl ke králi. Thingol přijal Túrina jako svého schovance. Když Túrin dospěl, přidal se k pohraniční stráži vedené Belegem a stali se blízkými přáteli. Jeden z Thingolových rádců, Saeros, jej nenáviděl a jednou urazil jeho matku, načež se Túrin rozhněval, hodil mu pohár do obličeje a poranil jej. Další den si na něj Saeros počíhal a chtěl jej přepadnout ze zálohy. Túrin se však ubránil a pronásledoval Saerose lesem až k rokli řeky, do níž Saeros v hrůze skočil. Túrin tím byl zarmoucen, protože si nepřál jeho smrt. Pak s ním mluvil Mablung, který neviděl začátek sporu, obvinil jej ze Saerosovy smrti a vyzval jej, aby se šel zodpovídat ze svého činu před Thingolovým soudem. Túrin však byl příliš pyšný a raději odešel z Doriathu, než aby prosil za odpuštění.

### Túrin mezi psanci
Túrin se obrátil pryč z Doriathu a setkal se s tlupou psanců u Brethilu a krátce na to se stal jejich vůdcem. Říkal si Neithan, Ukřivděný.
Mezitím se jeho přítel Beleg vrátil z pohraničních bitev a shledal, že Túrin zmizel. Nalezl elfskou dívku, která viděla, co se tehdy stalo, a vymohl Túrinovi u Thingola spravedlnost a odpuštění. Sám pak odešel hledat Túrina. Thingol mu dal černý meč Anglachel, který kdysi vyrobil kovář Eöl z Nan Elmothu. Beleg narazil na stopy psanců a sledoval je; konečně jednoho dne vstoupil do jejich ležení. Túrin byl tehdy pryč a ostatní psanci jej zajali a nakládali s ním velmi tvrdě. Pak se Túrin vrátil a nalezl Belega téměř na pokraji smrti. Pečoval o něj, a když se uzdravil, rozmlouvali spolu. Túrin se přesto odmítl vrátit do Doriathu a raději zůstal se svou skupinou psanců.
Jednoho dne zajali Túrinovi společníci podivuhodného tvora – Mîma, Drobného trpaslíka. Zadrželi jej přes noc a za jeho dvěma syny, kteří uprchli, vystřelil jeden ze psanců šíp. Ráno jim trpaslík slíbil, že je dovede do svého domu v dutém kopci Amon Rûdh. Když tam dorazili, zjistili, že jeden z Mîmových synů zemřel na zranění šípem. Trpaslík s nimi sdílel svůj dům a spřátelil se zejména s Túrinem; Belega však nenáviděl.
Túrin a jeho druhové s Belegem bojovali proti Morgothovým stvůrám; jednoho dne však skřeti zajali Mîma a ten jim prozradil, kudy se dostanou k Amon Rûdhu. Skřeti vyplenili Amon Rûdh a zabili jeho obránce; Túrina však vzali s sebou jako zajatce. Beleg byl dosud živ a o vlásek unikl smrti, když jej chtěl Mîm probodnout. Beleg jej však přemohl a zahnal pryč. Jakmile se trochu zotavil, vydal se za skřety, aby zachránil Túrina. Cestou se setkal s Gwindorem, nargothrondským elfským pánem, kterého zajal Morgoth v Nirnaeth Arnoendidadu a kterému se nyní podařilo uprchnout.
Společně jedné noci zachránili Túrina; ten ležel v bezvědomí. Když jej Beleg zbavoval pout, smekla se čepel jeho meče a Túrin se probudil – v domnění, že Beleg je skřet, vyrval mu meč z rukou a zabil jej. Pak vyšlehl blesk a ozářil Cúthalionovu tvář a Túrin poznal, co udělal. Neplakal, ale nepohnul se z místa a nepromluvil ani slovo.

### Túrin v Nargothrondu
Gwindor jej dovedl k jezeru Ivrin, kde se Túrin napil čisté vody a byl uzdraven ze svého šílenství. Pak vstoupili do Nargothrondu. Túrin tajil své jméno a říkal si Agarwaen, zkrvavený. Nazývali jej také Mormegil, černý meč – vzal si totiž Anglachel, kterým zabil Belega.
Nargothrondu vládl Orodreth, bratr Finroda Felagunda, syn Finarfinův. Jeho dcerou byla Finduilas, která před Nirnaeth milovala Gwindora a byla s ním zasnoubena. Byla vysoká a zlatovlasá a Túrinovi připomínala ženy z Hadorova domu, jeho příbuzné, i jeho vlastní sestru Lalaith, která zemřela v dětství. Často s ní rozmlouval a ona se do něj proti své vůli zamilovala. Věděla však, že on ji nemiluje ani milovat nebude.
Túrin se stavěl proti nargothrondskému způsobu válčení, boji ze zálohy a ve skrytosti, toužil spíše po udatných činech a viditelném hrdinství. Na jeho rady dal Orodreth vybudovat kamenný most přes řeku Narog – ač jej před tím mnozí varovali. Elfové pod Túrinovým vedením začali vést otevřenou válku, díky níž se podařilo zabezpečit cesty mezi Dor-lóminem a Doriathem, což umožnilo Morwen s Nienor konečně odejít do Doriathu. Morgothovi se tím ovšem Túrin odhalil a rozhodl se připravit další trýzeň. Proto vyslal strašného draka Glaurunga v čele skřetích vojsk k útoku na Nargothrond.
V té době se Morwen rozhodla, že musí najít svého syna a vypravila se do Nargothrondu. Nienor nedokázala svou matku od cesty odvrátit, a proto se k ní připojila. Thingol je velmi nerad pouštěl, ale nakonec s nimi poslal Mablunga a další elfí rytíře.
Drak Glaurung rozprášil elfí vojska a využil kamenného mostu přes Narog, aby mohl vyplenit Nargothrond. Přitom vypustil do celého údolí kouřovou mlhu, v níž se mnozí bojovníci ztratili. Tak se Glaurungovi podařilo dopadnout nejprve Nienor, již zbavil veškerých vzpomínek, takže v šílenství prchla do lesa Brethilu. Následně se utkal i s Túrinem, jejž obelhal, když jej přesvědčil, že se má vrátit do Dor-lóminu, kde v bídě žije jeho matka s dcerou. Túrin tak nechal skřety odvést nargotrondské zajatce včetně Finduilas a vypravil se do Dor-lóminu. Nakonec Glaurung potkal i Mablunga, jemuž se vysmál a poslal jej zpět do Doriathu. Pak shromáždil všechny nargotrondské poklady na hromadu a uložil se tam k odpočinku.

### Túrin v Dor-lóminu
Túrin se navrátil do Dor-lóminu, kde však svou rodinu nenašel a pochopil, že byl Glaurungem obelhán. Dor-lómin byl stále obsazen Východňany, což Túrina popudilo, a tak zabil východňanského vůdce. Tím však vyvolal hněv Východňanů, kteří začali pobíjet zotročené původní obyvatele. Ti se proti nim vzbouřili v marném povstání a byli z velké části povražděni. Túrin jako osamělý bojovník tomu mohl sotva nějak zabránit, a tak nechtěně do své rodné země přinesl jen další zkázu.

### Túrin v Brethilu
Omámená Nienor byla nalezena lesními lidmi v Brethilu. Neměla žádné vzpomínky a musela se všemu znovu naučit jako malé dítě. Chromý vůdce lesních lidí Brandir se však do ní zamiloval.
Po nějaké době do Brethilu přišel i Túrin, stopující skřety s nargothrondskými zajatci. Zde se dozvěděl, že byli do jednoho pobiti, když se je lesní lidé pokoušeli osvobodit. Túrin proto neví, kam se obrátit, a tak požádá, aby mohl zůstat s lesními lidmi. Postupně se stane prakticky jejich vůdcem, protože na Brandira nikdo nedbá. Nienor se do něj zamiluje a navzdory Brandirovu neblahému tušení se stane Túrinovou ženou.
Glaurung se po dlouhém odpočinku rozhodne Brethil zničit a vypraví se k němu. Túrin tuší, že vojenskou silou proti němu nic nezmůže, a tak vymyslí zoufalý plán – až bude Glaurung přelézat úzké údolí říčky Taeglin, pokusí se jej zdola probodnout. Na pomoc si vezme válečníka Dorlase a Hunthora, Brandirova příbuzného. Dorlas se chromému Brandirovi vysmíval, ale když pak měl s Túrinem zlézt nebezpečné údolí, dostal strach a uprchl. Když se drak plazil přes údolí, Túrina zachránil Hunthor před zřícením do hlubiny, ale vzápětí jej zabil padající balvan. Túrin pak draka bodl do břicha a smrtelně jej zranil. Dračí krev jej však popálila na ruce, takže upadl do bezvědomí.
Mezitím Nienor nedokázala vyčkat zpráv o výpravě a vydala se za Túrinem. K ní se přidali i další lesní lidé. Brandir je od toho zrazuje, ale když neuspěje, vydá se po stopě Nienor, kterou stále miluje. Samotná Nienor však prchá daleko vpředu, až dorazí k umírajícímu drakovi. Tam najde Túrina a domnívá se, že je mrtev. Glaurung se rozhodne spáchat poslední zlo a před smrtí Nienor vrátí její vzpomínky. Nienor tak zjistí, že je těhotná s vlastním bratrem, a vrhne se ze skal do vod Taeglinu.
Brandir je svědkem této scény a náhodou v lese narazí na Dorlase. Když se dozví o jeho zbabělosti, tak jej zabije. Pak jde oznámit svému lidu, že drak i Túrin jsou mrtvi. Avšak Túrin se probudí, vrátí se, a když uslyší, že jej Brandir prohlásil za mrtvého, popadne jej vztek. Brandir mu navíc poví pravdu o Nienor. Túrin v tu chvíli uvěří, že Brandir je lhář a zavraždí jej. Pak lesní lid opustí a bloudí divočinou. Tam na něj narazí Mablung, který po něm i Nienor pátrá už od pádu Nargothrondu. Od něj se Túrin dozví, že Brandir říkal pravdu, a tak si uvědomí, že celý život páchal jen zlo. Proto se vrhne na meč Anglachel a skoná.

## Jména, přezdívky a tituly
Túrin získal na svých cestách mnoho různých přídomků, přezdívek, titulů apod. Z větší části se jednalo o důsledek toho, že na mnoha místech z různých důvodů tajil své pravé jméno. Jeho přezdívky jsou zde uvedeny v originálních jazycích (sindarština atd.) s překladem do češtiny. Jsou řazeny podle posloupnosti v příběhu. Mezi jeho přezdívky patří:
- Neithan (Ukřivděný) – jméno, které si dal Túrin mezi psanci v domnění, že po něm pátrají Doriathští elfové vinící ho z vraždy Saerose.
- Gorthol (Strašlivá přilba) – jméno, které si dal Túrin na Amon Rûdhu.
- Agarwaen (Zkrvavený) – jméno, jež si dal Túrin, když přišel do Nargothrondu.
- Thurin (Tajemství) – jméno, jež dala Finduilas Túrinovi.
- Adanedhel (Člověk-elf) – jméno dávané Túrinovi v Nargothrondu.
- Mormegil (Černý meč) – jméno dané Túrinovi v Nargothrondu.
- Wildman of the Woods (Divoch z lesů) – jméno, jež si dal Túrin, když přišel mezi lidi z Brethilu.
- Turambar (Pán sudby) – jméno, které si dal Túrin mezi lidmi z Brethilu.